# Carlos A. López (Asunción)
Carlos A. López es un barrio de Asunción (Paraguay), de creación relativamente reciente, es sin embargo producto de un desprendimiento sufrido por el tradicional Barrio Sajonia, uno de los más tradicionales de la capital de Paraguay. 
Al igual que en el barrio Sajonia, pueden verse suntuosas residencias de fines de 1800 y principios de 1900, cuando albergaba a muchas de las familias más pudientes de Asunción. 
Limita con los Barrios Tacumbú, Sajonia, Dr. Francia, San Antonio e Itá Pytá Punta. 
En sus límites están los concurridos Parque Carlos Antonio López y la sede del "Canal 9 TV Cerro Corá".

## Parque Carlos Antonio López
El Parque Carlos Antonio López es un parque público ubicado en el Carlos A. López con una geografía privilegiada, situada en una leve colina, donde se puede visualizar un despejado panorama de la ciudad, en su tiempo era el punto más alto de la capital.
El parque está dotado con una naturaleza rebosante, por lo que es un espacio predilecto para la realización de actividades al aire libre, la recreación deportiva y el descanso.
Fue inaugurada el 1 de marzo de 1933, en plena Guerra del Chaco, y desde 1935 lleva por nombre "Parque Carlos Antonio López" en honor al primer presidente del Paraguay.